# Starkenburgring (Offenbach am Main)
Der Starkenburgring ist eine Allee im Süden der Offenbacher Innenstadt. Benannt ist die Straße nach der alten hessischen Provinz Starkenburg, zu der Offenbach am Main gehörte. Die Anlage steht als Teil des Offenbacher Anlagenrings unter Denkmalschutz.

## Verlauf
Die Allee beginnt an der Kreuzung Sprendlinger Landstraße unweit des Buchrainwegs. Nach der Kreuzung mit der Senefelderstraße wechselt der Name in Friedrichsring, ohne dass dies in der Struktur sichtbar ist. In diesem Bereich ist die Straße am breitesten und verfügt neben einem parkähnlichen Grünstreifen auch über eine verkehrsberuhigte Fahrbahn. Sie ist Teil des Offenbacher Anlagenrings.

## Geschichte

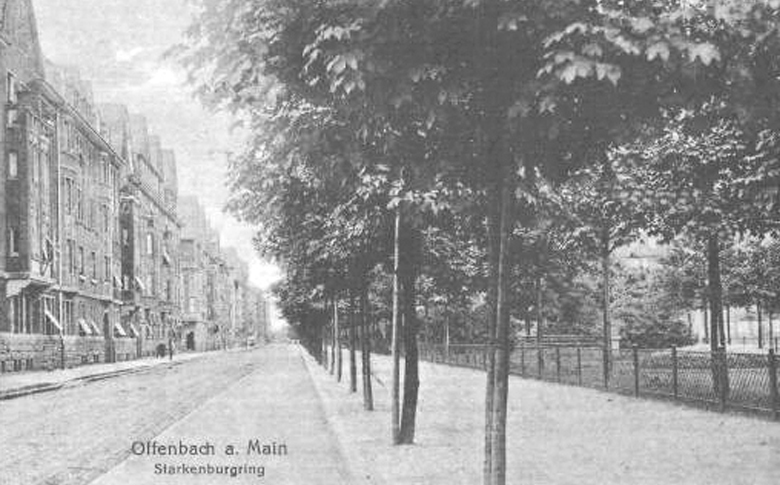
Der Starkenburgring um 1900 von der Mitte Richtung Ost. Sichtbar die noch jungen Bäume

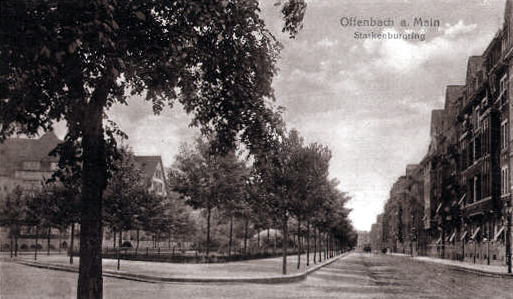
Um 1900 etwa von derselben Stelle Richtung Westen

Der Starkenburgring wurde im 19. Jahrhundert erst als einfache Straße angelegt. 1894 wurde der Beschluss gefasst, das Krankenhaus von der Hospitalstraße hierher zu verlegen.
1902 fasste die Stadt nach Initiative von Leonhard Eißnert den Beschluss, die Stadt an der südlichen Bebauungsgrenze mit einer Allee zu umfassen. Es entstand als erste Allee noch im Offenbacher Westend der Isenburgring und im Anschluss (wenn auch verkehrlich nicht verbunden) 1907 der Starkenburgring, der im folgenden Jahr zum Friedrichsring (mit Weiher, Äcker und Wiesen) fortgesetzt wurde. Es galt als chic am Starkenburgring zu wohnen; die Attraktivität wurde durch die opulente Bepflanzung des parkähnlichen Mittelstreifens gefördert. Zeitgenössische Berichte schwärmen von berauschenden Blumenbeeten. Mitglieder der Gesellschaft zur Anlegung eines Spazierwegs um die Stadt spendeten Geld, um der Verwaltung Grundstückskäufe für das Projekt zu ermöglichen. Bis heute fällt die große Anzahl der Postkarten mit Motiven von der Allee auf, auf einigen sind kleine Palmen auf Podesten zu sehen. Die Bebauung der Straße mit großen Mehrfamilienhäusern begann bereits um 1900. Abweichend von der Bepflanzung wurde 1911 auch eine Jubiläumseiche gepflanzt, diese ist mittlerweile ein Naturdenkmal.
Die Straße erfüllte bis in die 1960er Jahre die Funktion einer wichtigen Ost-West-Achse für den Durchgangsverkehr. Die Straße war durch einen Oberleitungsbus erschlossen, eine Rolle, die mittlerweile zwei Buslinien übernommen haben. 2004 zog das Polizeirevier 3 von dem Altbau Haus Nr. 12 in ein Industriegebiet nach Lauterborn, im selben Jahr wurde das Parkhaus des Krankenhauses in die Sprendlinger Landstraße verlagert. 1971 eröffnete das Café Starkenburg, welches heute als Café und Pizzeria betrieben wird.
Der Umzug des Klinikums in den Neubau fand im Juni 2010 statt.
In dem Roman Seipels Geheimnis von Ludo A. Kaiser wohnte die fiktive Person Kommissar Heinz Döbert bei der alten Dame Josefine Vetter zur Untermiete: Kommissar Döbert sank in das Kissen mit dem Rosenmuster, zog die Decke über den Kopf, schloss die Augen und wünschte sich, ein anderer zu sein. Eine unauffällige Existenz. Irgendwo in dieser Welt. Vielleicht in Hanau. Jedenfalls weitab vom schönen Starkenburgring mit den großen Bäumen.

## Bebauung
An der Kreuzung zur Sprendlinger Landstraße beginnt die nördliche Bebauung mit einem als Eckhaus über die Anschlussbauten hervorgehobenen Mehrfamilienhaus, das um 1970 errichtet wurde. Dieses ersetzte zwei dreigeschossige klassizistische Bürgerhäuser aus dem 19. Jahrhundert.
Die anschließende höhere Bebauung wurde im Zweiten Weltkrieg zwar schwer beschädigt, aber wie die meisten Gebäude der Straße weitestgehend im Ursprungszustand wieder aufgebaut. Einige Gebäude weisen Details auf, die dem frühen Jugendstil zuzuordnen sind. Ausnahmen bilden der Plattenbau Haus Nr. 71 mit einem Supermarkt sowie das Gebäude mit der Sparkassenfiliale.
Das Sana Klinikum Offenbach hat die Adresse Starkenburgring 66, erstreckt sich jedoch über einen Großteil der Südseite der Straße, darunter der Altbau (heute: Dr. Rebentisch Zentrum), der hohe Zentralbau und der 2010 fertiggestellte Neubau.
Der Landeswohlfahrtsverband Hessen betreibt im Haus Nr. 41 die Einrichtung Lebensräume – Stationäres Wohnen für Menschen mit seelischen Behinderungen.
Das Haus Nr. 17 ist ein 1911 realisierter Entwurf des Architekten Friedrich Bossert. Es ist die wohl größte, original erhaltene Liegenschaft des Offenbacher Starkenburgrings aus der Zeit vor dem Ersten Weltkrieg und ein typisches Beispiel für den Typ Handwerkerhaus, der gerade in Offenbach häufig zu finden ist. Das vorderseitige Mietshaus war die Altersversorgung des selbstständigen Handwerksmeisters und seiner Familie, während sich im Hinterhof die Wirtschaftsgebäude befanden, die zur Ausübung des jeweiligen Handwerks notwendig waren. Optik und Ausstattung der vorderseitigen Mietshäuser waren vor allem deshalb wichtig, weil man zahlungskräftige Mieter gewinnen wollte.
Haus Nr. 12A wurde einst als Kreisgesundheitsamt geplant und von dem Architekten Karl Wagner entworfen. Ungewöhnlich ist die stilistische Mischung aus traditioneller Bauweise und Art-déco-Elementen. Das Gebäude diente später als Polizeirevier.
Der Deutsche Freidenker-Verband hat seinen Sitz in Haus Nr. 4.
Ein Teil der Grünanlage ist unterbrochen und überbaut. Es handelt sich um das Gebäude des ärztlichen Notdienstes, sowie um die städtische Kita am Starkenburgring (Nr. 50).

## Personen
Entlang der Allee hatten zahlreiche Ärzte ihren Wohnsitz oder ihre Praxis, wohl aufgrund der Nähe zum Krankenhaus.
Außerdem waren unter anderem folgende Persönlichkeiten in der Straße wohnhaft:
- Während seiner Zeit in Offenbach wohnte der deutsch-schweizerische Ethnologe Meinhard Schuster in Haus Nr. 6[8]
- Während seiner Zeit in Offenbach wohnte der Schriftsteller und ehemalige Bundestagsabgeordneter Gerhard Zwerenz in Haus Nr. 10[9]
- Der Wasserbauingenieur und Träger des Bundesverdienstkreuzes Hans Hoebel wohnte in Haus Nr. 33, dort war auch das Redaktionsbüro seiner Zeitschrift Die Wasserwirtschaft
- Während seiner Zeit am Institut für Angewandte Geodäsie in Frankfurt wohnte der Astronom Hans-Ullrich Sandig in Haus Nr. 37[10]

## Landmarken

Gebäude und Charakteristika der Straße von West nach Ost
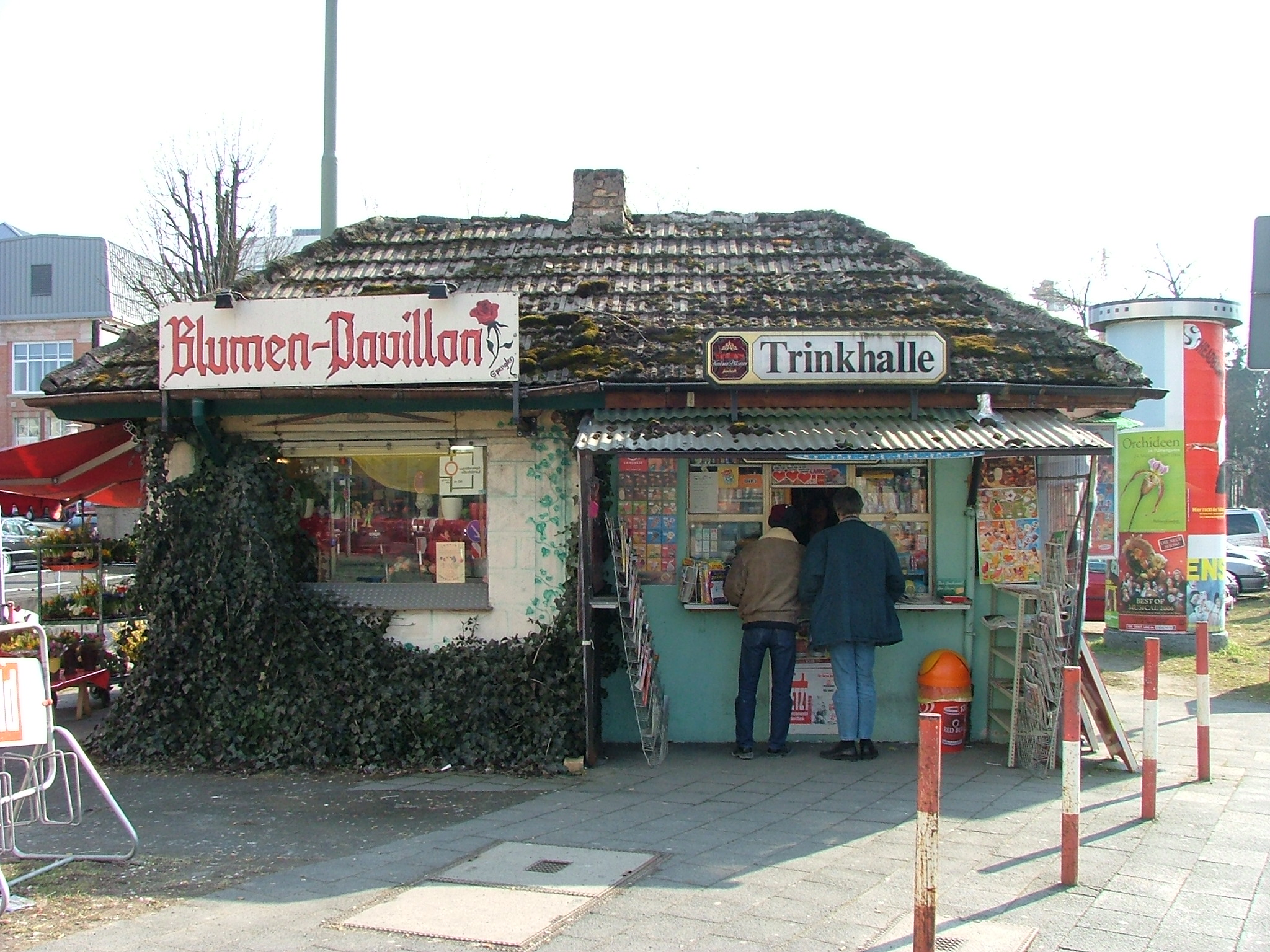
Das Wasserhäuschen an der Kreuzung zur Sprendlinger Landstraße
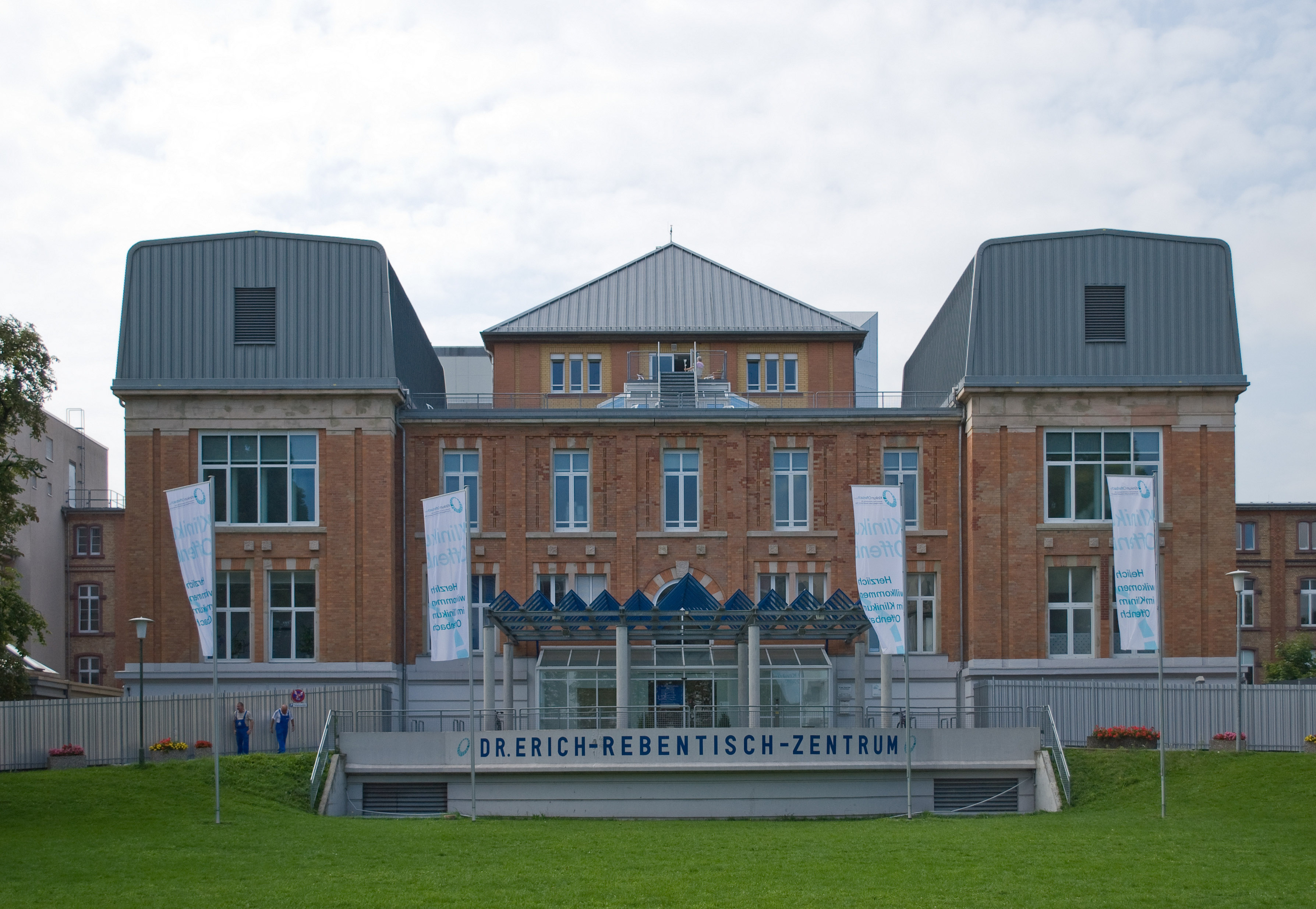
Dr.Erich-Rebentisch-Zentrum des Klinikums
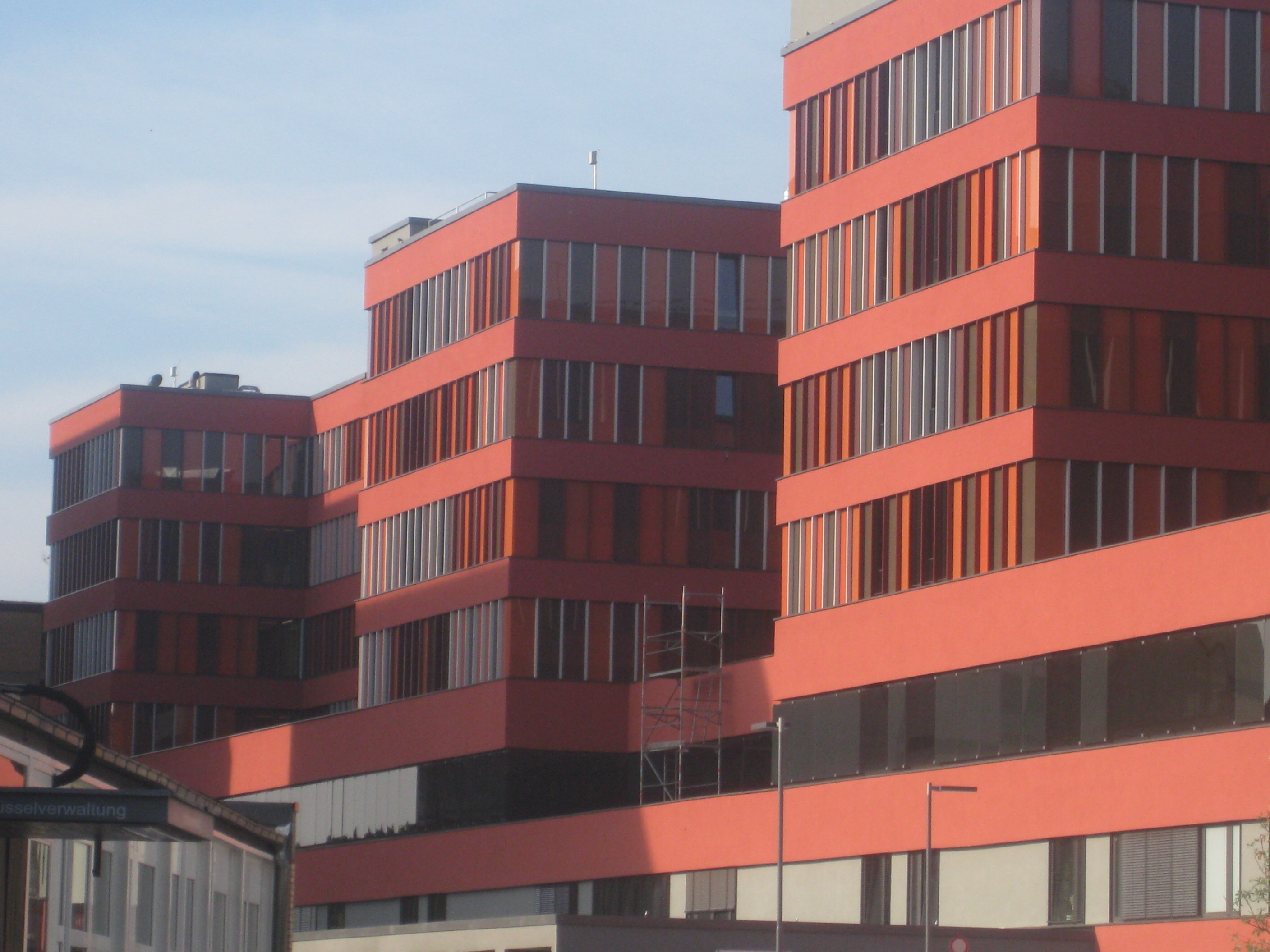
Neubau des Klinikums
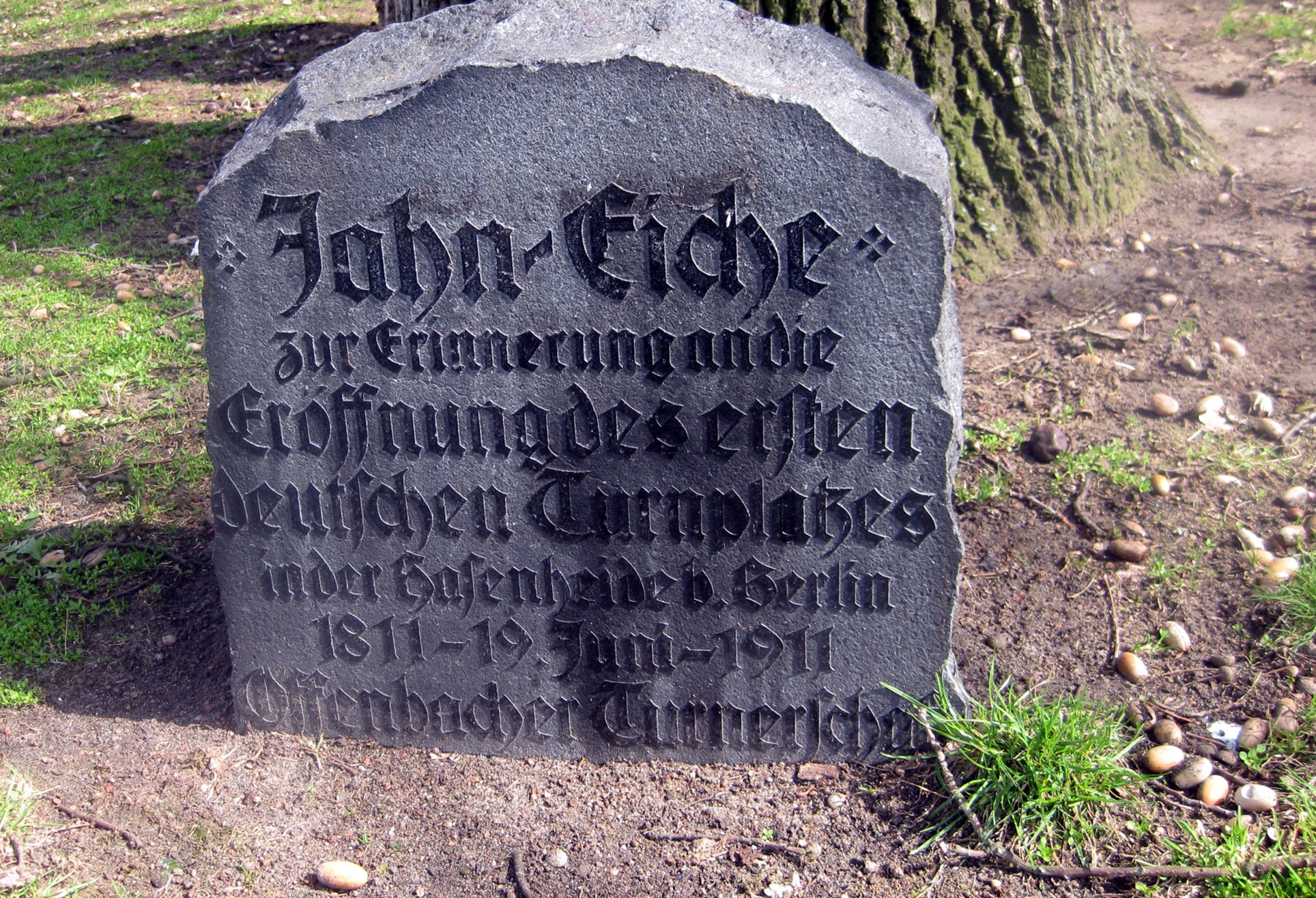
Gedenkstein an der Jahn-Eiche
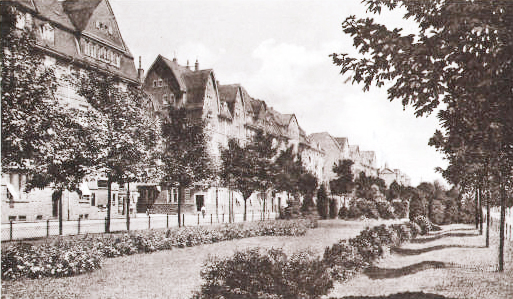
Die Kreuzung mit der Arndtstraße um 1910
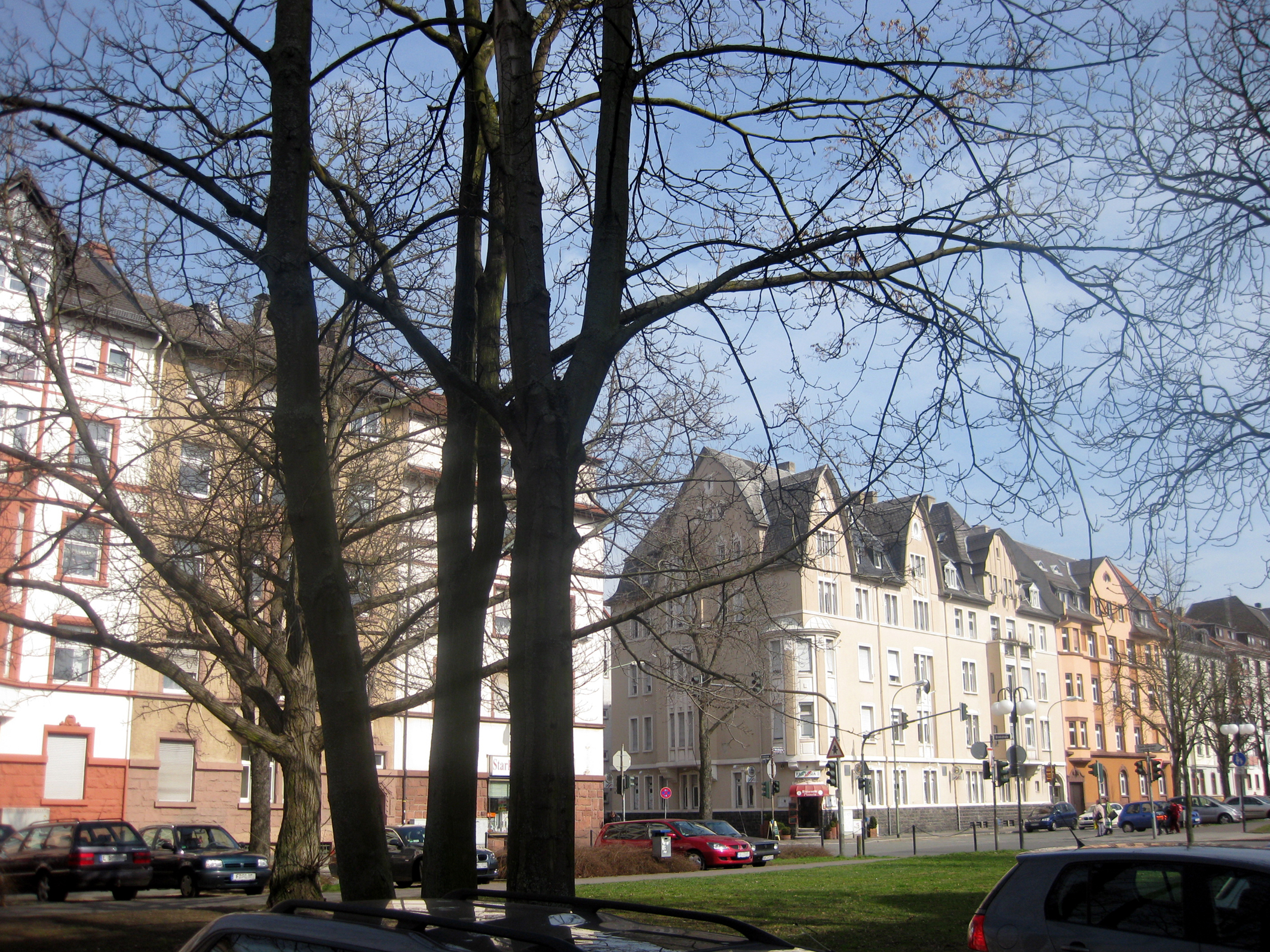
Die Kreuzung mit der Arndtstraße 2010
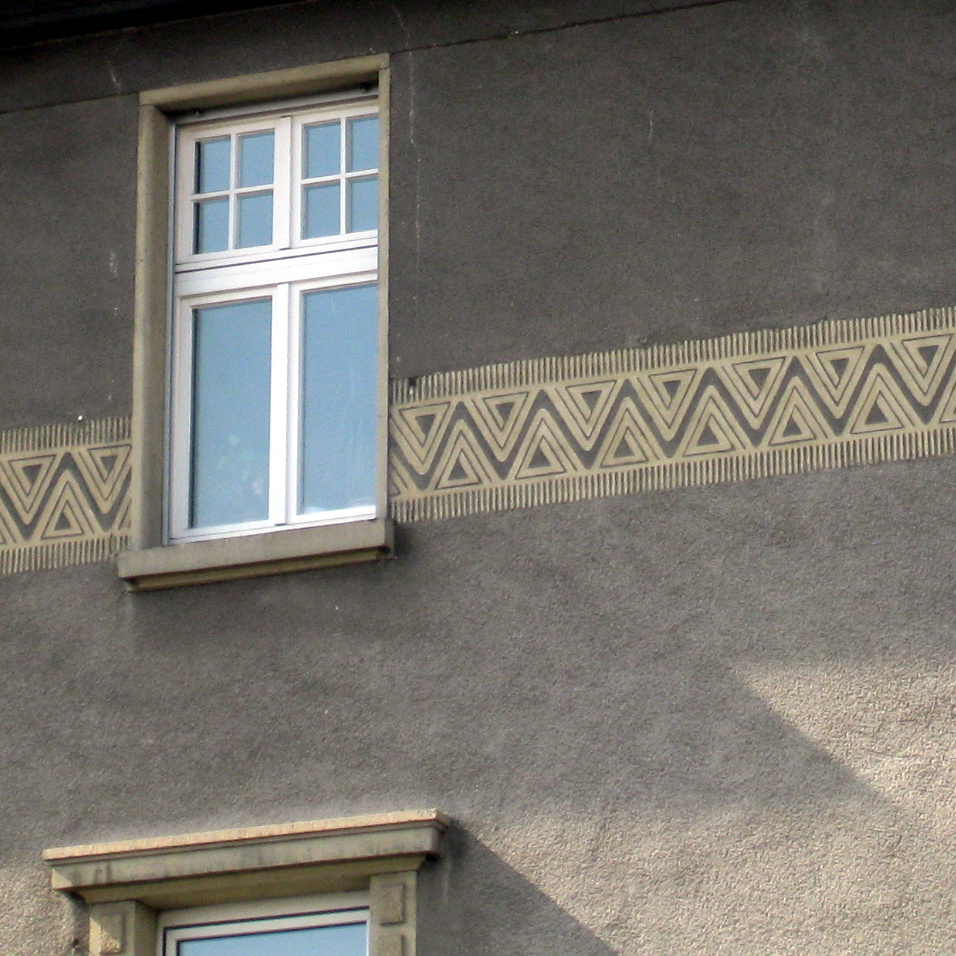
Geometrisches Jugendstilornament am Haus Nr. 14
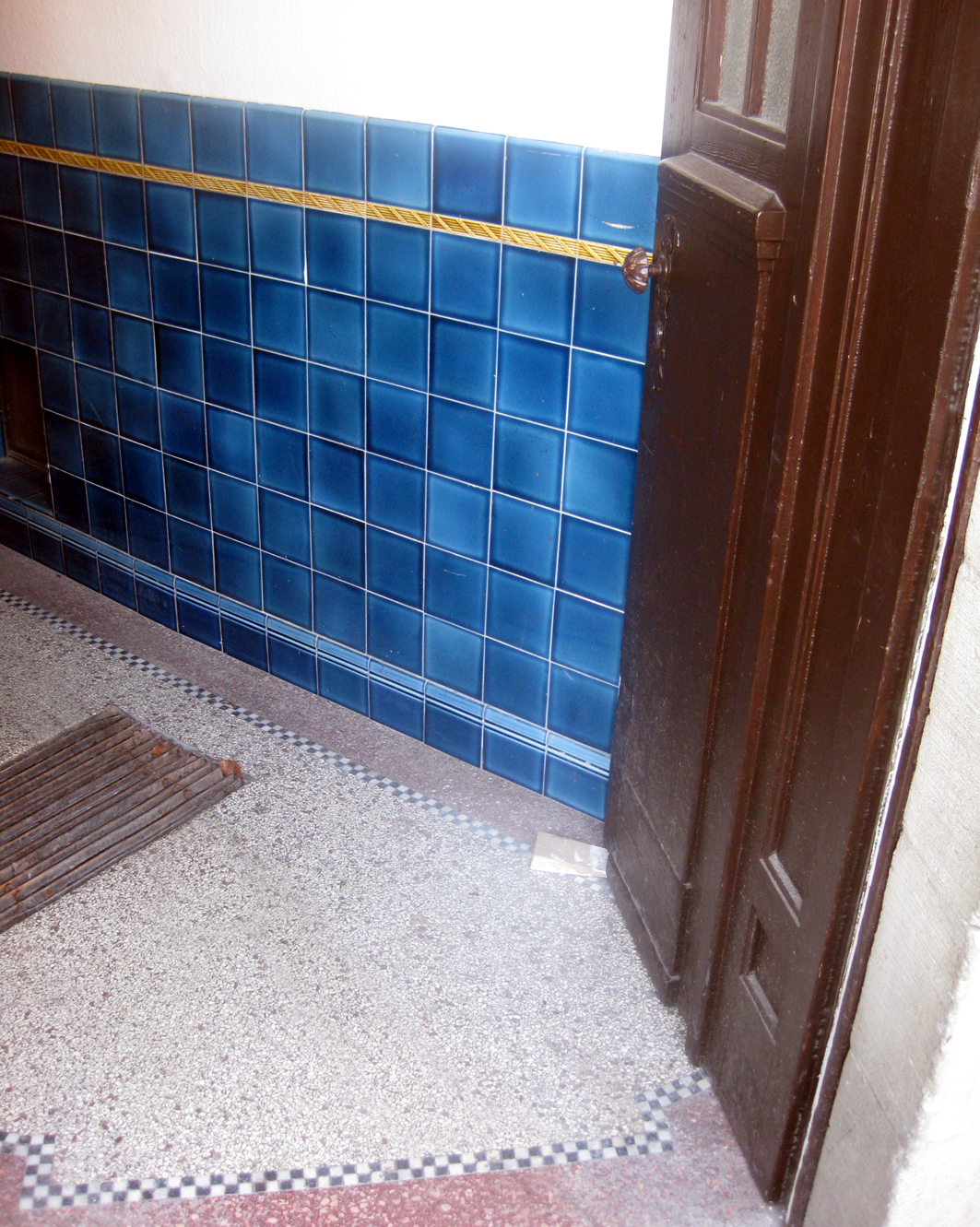
Kacheln an einem Hausflur, ebenfalls Haus Nr. 14
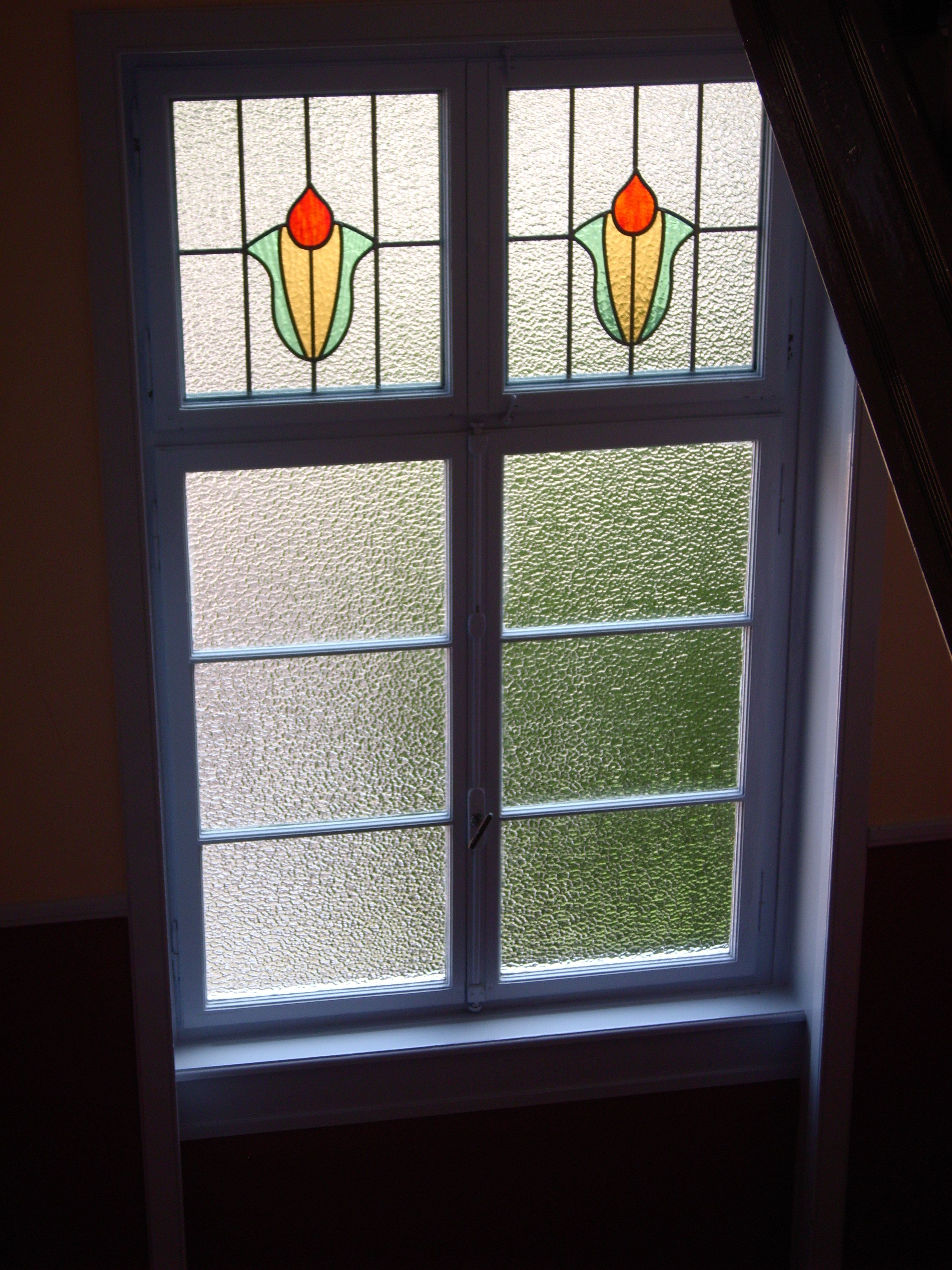
Jugendstil Fenster Treppenhaus Starkenburgring 17
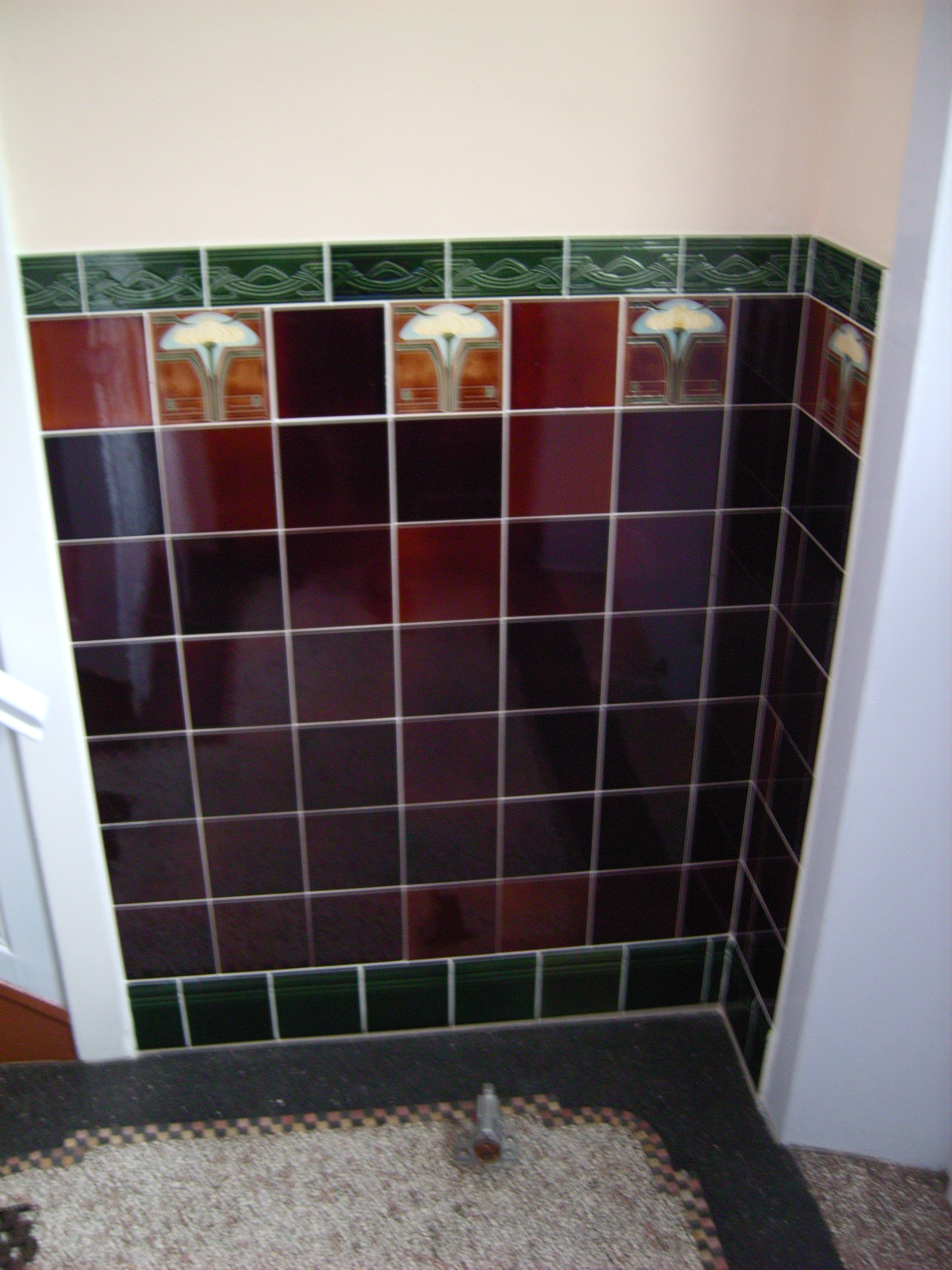
Jugendstil Kacheln Treppenhaus Starkenburgring 17